# گورستان قزلار قلعه‌سی ۲
قبرستان ۲ قزلار قلعه سی مربوط به دوران‌های تاریخی پس از اسلام است و در شهرستان بوئین‌زهرا، بخش آوج، روستای ازناب واقع شده و این اثر در تاریخ ۲۵ اسفند ۱۳۸۰ با شمارهٔ ثبت ۵۴۶۴ به‌عنوان یکی از آثار ملی ایران به ثبت رسیده است.